# 天安門東駅
天安門東駅（てんあんもんひがし-えき）は、中華人民共和国北京市東城区に位置する、北京地下鉄1号線の駅。省略して「天東」とも呼ばれる。

## 概要
本駅は天安門広場の東側に隣接する北京中国国家博物館の北門、天安門広場の東側に位置する。天安門広場で大規模なイベントが開かれるときは隣の天安門西駅、近隣の2号線前門駅と共に駅が封鎖される。

## 歴史
- 1999年9月28日 - 当時復八線として開業[7]。
- 2000年6月28日 - 西単駅 - 天安門西駅間が開通し、1号線の駅となる。
- 2017年 - 可動式ホーム柵の併用開始。

## 駅構造

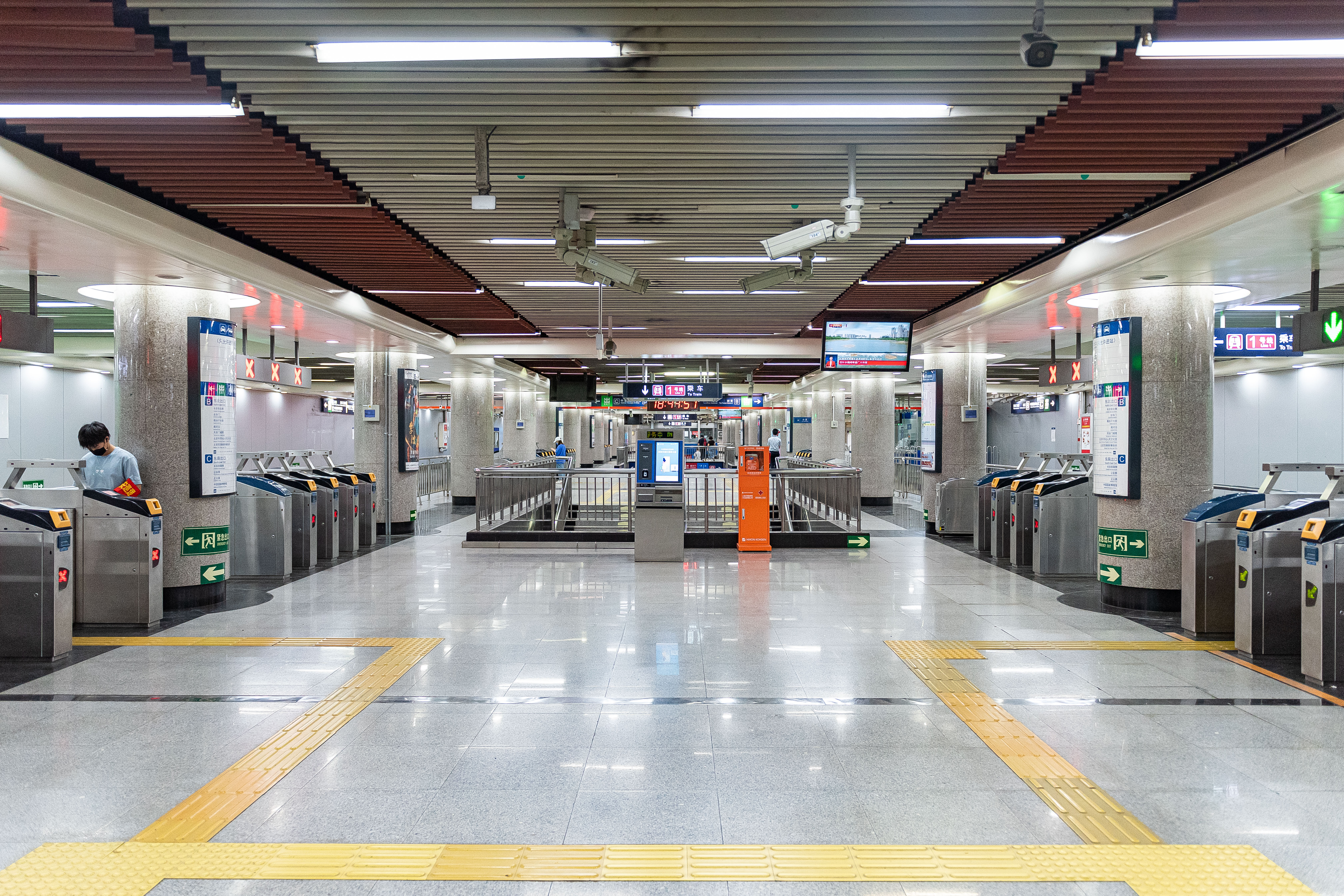
改札階

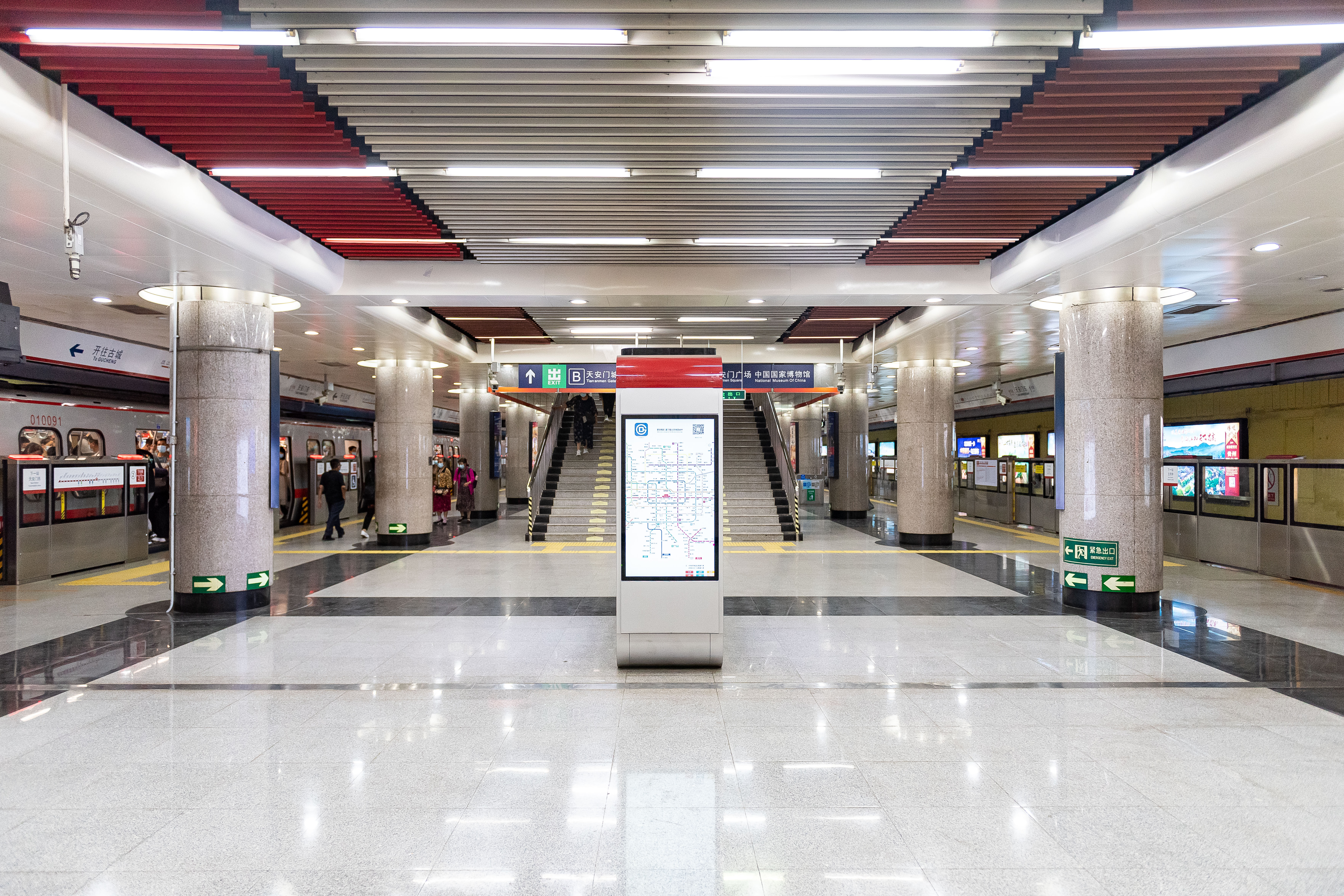
ホーム

地下2階に改札階、地下3階にホーム階の構造になっている地下駅。駅のデザインは“继往开来”をテーマとしており、白を基調としている。床は白い花崗岩の地面、柱には安渓紅花崗岩、天井にはアルミニウム合金を使用している。
ホームは幅16mの島式ホーム1面2線を有しており、可動式ホーム柵を設けている。

### のりば
案内上ののりば番号は設定されていない。
| 西方向 | 1号線 | 西単・復興門・苹果園方面 |
| 東方向 | 1号線 | 王府井・国貿・四恵東方面 |

## 利用状況
2016年の国慶節の時期には12.1万人の利用客があった。

## 駅周辺
- 天安門
- 天安門広場
  - 人民英雄紀念碑
  - 毛主席紀念堂
  - 中国国家博物館
- 北京中山公園（中国語版）
- 人民大会堂
- 菖蒲河公園（中国語版）
- 紫禁城
  - 東華門（中国語版）
- 中華人民共和国公安部
- 中華人民共和国最高人民法院
- 中華人民共和国最高人民検察院
- 中華人民共和国民政部
- 中華人民共和国国家安全部
- 北京市人民政府（中国語版）
- 北京市第二十七中学
- 北京市十九零中学
- 北京太廟（中国語版）
- 南池子大街（中国語版）

## 隣の駅
北京地下鉄
 1号線
天安門西駅 - 天安門東駅 - 王府井駅